# Universitat de Sabratha
La Universitat de Sabratha (àrab: جامعة صبراتة, Jāmiʿat Ṣabrāta) és una de les universitats públiques més grans de Líbia. Es va establir el 2015 a la ciutat de Sabratha, Líbia, amb divuit campus repartits per ciutats de la costa a l'oest de la capital, Trípoli.

## Facultats
- Facultat d'Enginyeria
- Facultat d'Economia i Ciències Polítiques
- Facultat de Ciències
- Facultat d'Educació
- Facultat de Dret
- Facultat d'Idiomes
- Facultat d'Arts
- Facultat de Belles Arts i Mitjans de Comunicació
- Facultat d'Agricultura
- Facultat d'Educació Física
- Facultat de Ciències Socials
- Facultat de Xaria
- Facultat de Veterinària
- Facultat de Turisme i Arqueologia
- Facultat de Tecnologies de la Informació
- Facultat de Medicina i Ciències de la Salut
- Facultat de Tecnologia Mèdica
- Facultat de Ciències Administratives i Financeres
- Facultat de Postgrau

## Publicacions
- Journal of Applied Science-Sabratha University[2]
- Sabratha University Scientific Journal[3]